# Seta (veículo)

Seta dianteira e lateral dum automóvel em execução

Sinal indicador de que os indicadores de direção estão ativos.

Seta (português brasileiro) ou pisca-pisca (português europeu) (também simplesmente pisca em Portugal e no Rio Grande do Sul)  são uns faróis de cor avermelhada ou alaranjada que, à frente e atrás dos veículos rodoviários ser para indicar a mudança de direção com uma luz intermitente. São utilizados para indicar aos demais veículos em circulação que se tem a intenção de mudar de direção, entrar ou sair do fluxo do trânsito, mudar de direção, entre outros.